# LLiNK
LLiNK was een Nederlandse publieke omroep. De omroep besteedde aandacht aan maatschappelijke onderwerpen op het gebied van economie en ecologie, de rechten van mens en dier en aan de tegenstelling tussen welvaart en armoede in deze wereld. Zij maakte daarbij gebruik van diverse media (internet, radio, televisie) en wilde zo een 'dialoog' aangaan met haar lezers, kijkers en luisteraars. LLiNK kreeg per jaar 7 miljoen euro van de NPO, voor het maken van onder meer 100 uur televisie en 450 uur radio. Nadat de Visitatiecommissie Landelijke Publieke Omroep in 2008 een negatief oordeel velde over de toegevoegde waarde van de programmering van LLiNK binnen het publieke bestel, ging de stekker eruit. LLiNK zond voor het laatst uit in augustus 2010.

## Geschiedenis
DeNieuwe Omroep was de naam voor de aspirantomroep, die sinds 2000 tevergeefs pogingen doet toe te treden tot het bestel. In 2004 wordt besloten tot een fusie met een andere aspirantomroep, Nútopia, tot DeNieuwe Omroep Nútopia.
Deze omroep dient datzelfde jaar een aanvraag in om te worden toegelaten tot het omroepstelsel. Het Commissariaat voor de Media had een positief advies uitgebracht, maar de Raad voor Cultuur had een negatief advies uitgebracht. Uiteindelijk werd door staatssecretaris Medy van der Laan besloten, dat DeNieuwe Omroep Nútopia toch toegelaten werd tot het publieke bestel. Op 21 juni 2005 wordt DeNieuwe Omroep Nútopia omgedoopt tot LLiNK. In september 2005 begonnen de uitzendingen met twee uur televisie en negen uur radio per week.
De eerste uitzending als publieke omroep was op 4 september 2005, toen om 20.00 uur het één uur durende radioprogramma De Geitenwollensokkenshow van start ging op Radio 1. De presentatie lag in handen van Francisco van Jole. De eerste televisie-uitzending was op woensdag 21 september 2005 om 23.01 op Nederland 3, een documentaire genaamd Peace One Day, waarnaar ongeveer 76.000 kijkers keken. De tweede meer reguliere programmering was op donderdag 22 september 2005 met het programma Mr. Kahoona Positive Happiness Show, rond de klok van 20.00 uur en eveneens op Nederland 3. Dit programma werd door 139.000 kijkers gevolgd.
De interne strijd tussen de 'bloedgroepen' DeNieuwe Omroep en Nútopia leidde op 9 januari 2006 tot het aangezegde ontslag voor LLiNK-directrice Anna Visser. Met haar ontslag zouden de 'Nútopiërs' onder leiding van de voorzitter van de Raad van Toezicht, Niko Koffeman, een overwinning hebben behaald. Op 12 januari besloten Koffeman en medebestuurder Walter Etty uit het bestuur te treden, om de indruk weg te nemen dat het conflict een politieke achtergrond zou hebben.
In 2007 werd presentatrice Floortje Dessing, voorheen van Veronica en RTL 5, aangetrokken voor een salaris van bijna 200.000 euro. Dessing moest het gezicht van de omroep worden en kreeg bij LLiNK "de kans om haar passie voor reizen te combineren met haar persoonlijke idealen om een positieve bijdrage te leveren aan een schone, veilige en vrije wereld voor mens en dier".
Op 19 februari 2009 vroeg LLiNK uitstel van betaling aan. Dit was een primeur voor een publieke omroep. Ook gaf het Commissariaat voor de Media de NPO opdracht te stoppen met het financieren van de omroep, totdat er meer duidelijk was over de financiële situatie van de omroep. Uiteindelijk bleek er een tekort te zijn van een miljoen op een budget van 8 miljoen euro. Deze geldproblemen leidden volgens directrice Tanja Lubbers tot het vertrek van financieel directeur Chris van Oosterzee, die echter al vier maanden daarvoor vrijwillig was vertrokken en zelf beweerde "niets te weten van financiële problemen ten tijde van zijn vertrek". Om te proberen een einde te maken aan deze slepende kwestie werd cabaretier Vincent Bijlo aangesteld als 'crisismanager'.
De financiële perikelen werden onder andere veroorzaakt door het salaris van Floortje Dessing en de hoge productiekosten van het programma 3 op Reis. Op 19 maart werd daarom besloten, dat als bezuiniging dit programma zou verdwijnen en dat de presentatrices Froukje Jansen en Floortje Dessing de omroep zouden verlaten. Ook de tweede algemeen directeur Tanja Lubbers verliet LLiNK, naar verluidt onder 'zachte' drang van de bewindvoerder.
Op 4 november 2009 werd bekendgemaakt, dat de omroep per 1 september 2010 geen zendtijd meer kreeg. LLiNK zou niet waargemaakt hebben, waar het voor stond. De omroep legde zich niet neer bij het besluit en stelde in een verklaring: "LLiNK is van mening, dat het besluit op onzorgvuldige wijze tot stand is gekomen en dat er sprake is van een politiek spel." De protesten bleken echter tevergeefs. Op 1 september ging LLiNK definitief op zwart.
Op 1 oktober 2010 is de veiling gestart van de kantoor- en studio-inventaris en audiovisuele apparatuur. De veiling heeft ongeveer 80.000 euro opgebracht. Voorzitter Karlien de Ruijter wil dit geld gebruiken voor een mogelijke doorstart, als 'groen' productiehuis. Ook zouden er nog rechtszaken lopen tegen het besluit, dat LLiNK op zwart moet. Op 29 oktober 2010 werden de LLiNK mail-servers uit de lucht gehaald, om mee te geven aan een veilingkoper. De lampen gingen uit en de sleutels van het pand aan de Lloydstraat 5 te Rotterdam werden ingeleverd.
Op 29 april 2011 bepaalde de Amsterdamse rechtbank, dat LLiNK definitief niet terugkeert in het publieke bestel. In oktober 2011 vorderde het Commisariaat voor de Media ongeveer 3 ton terug van de omroep.

## Televisie
Bekende televisieprogramma's waren:
- 3 op Reis; Reisprogramma, waarin Floortje Dessing met het openbaar vervoer een reis maakt naar een verre bestemming. Daarnaast laten presentatoren Sebastiaan Labrie en Froukje Jansen meer bereikbare bestemmingen zien.
- Aanpakken & Wegwezen; Laat het leven zien van bevlogen mensen, die huis en haard opgeven om elders in de wereld, vaak onder moeilijke omstandigheden, een bijdrage te leveren aan een beter leven voor anderen.
- De ConsuMinderman; Minder is meer. De ConsuMinderman komt in actie voor een duurzame lifestyle. Met simpele oplossingen voor grote problemen laat LLiNK zien, hoe het anders kan. Sebastiaan Labrie en Froukje Jansen stellen iedere week 'groene' knelpunten aan de kaak.
- Eet Smakelijk; Verschillende bekende Nederlanders gaan langs bij chef-kok Leon Mazairac om samen een verse maaltijd te bereiden. LLiNK laat met dit programma zien, waar ons eten vandaan komt en hoe het op ons bord belandt. Dit geldt voor kaas en groente, maar ook voor vlees en vis.
- Expedition Unlimited; Avonturenprogramma, waarin teams bestaande uit een model en een persoon met een fysieke beperking door Zuid-Afrika racen. Vanaf eind november 2008 wekelijks te zien. Gepresenteerd door Marc de Hond en Froukje Jansen.
- LLiNK Docu's; Elke woensdagavond rond de klok van 00.00 uur brengt LLiNK op Nederland 3 een tv-documentaire, die nauw op de thema's aansluit. Soms is dat een serie, soms een opzichzelfstaande documentaire.
- LLiNK in Natura; Bewondert opmerkelijke landschappen en diersoorten en inspireert tot uitstapjes in eigen land. Gepresenteerd door Bas Westerweel.
- LLiNK Warzone; Warzone is een serie documentaires, waarin het leven van jongeren in conflictgebieden op een indringende manier in beeld wordt gebracht.
- De Milieuridders; Programma van Paul Jan van de Wint en Rob Muntz over dier, natuur en milieu.
- LLiNKe Soep; LLiNK-magazine over lekkere lifestyle en duurzaam consumeren. Gepresenteerd door Edo Brunner, Froukje Jansen en Marcel van der Steen.
- McDonalds Kitchen; Kookprogramma, waarin Andy McDonald een nieuwe manier van koken verkent, namelijk gezond, lekker en zonder vlees of vis. Samen met Bas Westerweel laat hij zien, dat je met de simpelste ingrediënten eindeloos kunt variëren.
- Mr. Kahoona Positive Happiness Show; Virtuele goeroe met praktische oplossingen voor verrassende problemen.

## Radio
Bekende radioprogramma's waren:
- Atlas; Presentatie: Marcel van der Steen en Mirjam de Winter.
- LLinke Soep; Presentatie: Marcel van der Steen
- Der Rudy!; Presentatie: Rudy Mackay.
- MotRadio; Presentatie: wisselend.
- OBA live; Presentatie maandag: Pieter Hilhorst, Presentatie woensdag: Teun van de Keuken.

## Presentatoren
- Edo Brunner
- Eline la Croix (2005-2006)
- Floortje Dessing (2007-2009)
- Pieter Hilhorst (2006-2010)
- Marc de Hond (2008-2010)
- Froukje Jansen (2006-2009)
- Francisco van Jole (2005-2008)
- Barbara Kathmann (2005-2010)
- Teun van de Keuken (2008-2010)
- Sebastiaan Labrie (2008-2009)
- Rudy Mackay (2006-2010)
- Leon Mazairac (2008-2010)
- Andy McDonald (2006-2007)
- Rob Muntz
- Marcel van der Steen (2005-2010)
- Bas Westerweel (2006-2010)
- Paul Jan van de Wint
- Mirjam de Winter (2005-2010)